# Aron Pollitz
Aron Pollitz (Basilea, 11 febbraio 1896 – Basilea, 13 novembre 1977) è stato un calciatore svizzero, di ruolo difensore.

## Carriera
Ha giocato i Giochi olimpici del 1924 con la propria Nazionale, squadra che arrivò seconda dietro l'Uruguay.